# Společenství vlků
Společenství vlků (v anglickém originále The Company of Wolves) je britský hororový film z roku 1984, který vznikl na motivy některých povídek Angely Carter ze sbírky Krvavá komnata.
Režisérem filmu je Neil Jordan. Hlavní role ve filmu ztvárnili Sarah Patterson, Angela Lansburyová, David Warner, Tusse Silberg a Micha Bergese.

## Synopse
Pubertální dívka jménem Rosaleen (Sarah Patterson) má sen o tom, že žije v začarovaném lese se svými rodiči (Tusse Silberg a David Warner) a sestrou (Georgia Slowe). Jednoho dne je sestra zabita smečkou vlků. Zatímco rodiče truchlí, Rosaleen se vydává přespat u své babičky (Angela Lansburyová). Pověrčivá stará žena dívku varuje, aby se měla na pozoru před muži se srostlým obočím. Rosaleen se vrací do vesnice a musí se vypořádat se zájmem zamilovaného chlapce (Shane Johnstone). Rosaleen a chlapec jdou na procházku lesem a chlapec zjistí, že vesnický skot napadl vlk. Vesničané se vydají na lov, ale jakmile vlka uloví a zabijí, vlčí mrtvola se změní v lidskou.
Rosaleen později nese zasilku babičce a cestou v lese potká šarmantního lovce (Micha Bergese), který má srostlé obočí. Ten jí navrhne hru a tvrdí, že cestu k domu její babičky najde dřív než ona. Dívka skutečně dorazí na místo až po něm a zjistí, že babičku zabil. Její instinkt k záchraně ale komplikuje její touha po lovci. Nakonec lovce neúmyslně postřelí jeho vlastní zbraní a lovec se v bolestech změní ve vlka. Rosaleen zraněné zvíře lituje, přisedne si blíž a hladí ho, zatímco vypráví příběh. 
K domu babičky nakonec dorazí vesničané a hledají zde vlkodlaka. Zjistí však, že ze samotné Rosaleen se stal vlkodlak. Ona a lovec utečou do lesa a připojí se k rostoucí smečce. 
Zpět v přítomnosti se Rosaleen probudí s křikem a zjistí, že před domem jsou vlci, kteří proskočí oknem jejího pokoje. 
Následuje čtení Červené Karkulky s varováním, aby si dívky dávaly pozor na okouzlující cizince.

### Příběhy vyprávěné babičkou a Rosaleen
V průběhu filmu postavy vyprávějí několik krátkých příběhů:
- Babička vypráví Rosaleen — Mladý ženich (Stephen Rea) se chystá na svatební noc se svou nevěstou (Kathryn Pogson), když musí z domu ven kvůli "volání přírody". Zmizí a jeho nevěsta je zděšená zvuky vlčího vytí zvenku. Dalšího dne jsou k nalezení jen otisky vlčích pracek. O několik let později je nevěsta znovu vdaná a má děti, ale její původní manžel se vrací. Rozzuřený tím, že žena má nového manžela a děti, se muž změní ve vlkodlaka. Nový manžel (Jim Carter) ho však po svém návratu zabije.
- Bička vypráví Rosaleen druhý příběh — Mladík se prochází kouzelným lesem, když se setká s Ďáblem (Terence Stamp), anachronicky přijíždějím v autě Rolls-Royce. Ďábel chlapci nabízí lektvar, díky kterému mu hruď poroste chlupy. Chlapec je výsledkem potěšen, ale ihned je uvěznen šlahouny vyrůstajícími ze země. Jeho zděšená tvář se na konci snové sekvence objeví v zrcadle v pokoji Rosaleen.
- Rosaleen vypráví matce — Jedné ženě (Dawn Archibald) krutě ublížil mladý bohatý šlechtic (Richard Morant), a tak se viditelně těhotná objeví na oslavě jeho svatby. Magicky pak přemění ženicha, nevěstu i hosty ve vlky. Ti utečou do lesa, ale čarodějka jim nařizuje každou noc zpívat jí a jejímu dítěti.
- Rosaleen vypráví lovci/vlkovi — Vlčice ze světa pod zemí se ocitne ve vesnici. Nechce nikomu ublížit, ale přesto je postřelena. Odhalí se v lidské formě (Danielle Dax) starému knězi (Graham Crowden), který jí ošetří zranění. Nakonec se vrací domů skrz vesnickou studni.

## Obsazení
| Sarah Patterson    | Rosaleen           |
| Angela Lansburyová | Granny             |
| David Warner       | otec               |
| Tusse Silberg      | matka              |
| Micha Bergese      | lovec              |
| Brian Glover       | zamilovaný chlapec |
| Graham Crowden     | starý kněz         |
| Kathryn Pogson     | mladá nevěsta      |
| Stephen Rea        | mladý ženich       |
| Terence Stamp      | ďábel              |

## Ocenění
Film byl nominován na čtyři ceny BAFTA, a to v kategoriích nejlepší kostýmy, masky, výprava a speciální vizuální efekty.